# Filadelfia, Kalabrien
Filadelfia är en ort och kommun i provinsen Vibo Valentia i regionen Kalabrien i Italien. Kommunen hade 5 247 invånare (2017).